# Lista de indicações brasileiras ao Grammy
Esta é uma lista de indicações brasileiras ao Prêmio Grammy, o maior e mais prestigioso prêmio da música, conferido anualmente pela The Recording Academy desde 1959 nos Estados Unidos.
Diversos artistas brasileiros já concorreram e se sagraram vencedores em algumas categorias dessa premiação, inclusive entre as categorias principais, como Astrud Gilberto, que foi vencedora na categoria Gravação do Ano em 1965 com a música "Garota de Ipanema", gravada em parceria com o saxofonista norte-americano Stan Getz. Nessa categoria, a brasileira venceu alguns dos nomes mais importantes da história da música, como Barbra Streisand, The Beatles e Louis Armstrong. No mesmo ano, a artista brasileira também foi indicada nas categorias Melhor Performance Feminina Pop e Artista Revelação, esta última vencida pela banda britânica The Beatles.
Ainda em 1965, João Gilberto também foi premiado em uma das mais importantes categorias, Álbum do Ano, pelo trabalho Getz/Gilberto, também em parceira com o saxofonista Stan Getz.
Alguns artistas brasileiros foram nomeados várias vezes, como o violinista e compositor Laurindo Almeida, que foi nomeado 14 vezes e venceu 5 prêmios - um deles na primeira edição da premiação na categoria Melhor Engenharia de Álbum Clássico. Sérgio Mendes é outro brasileiro que se destaca no Grammy, com seis nomeações solo, venceu em 1993 a categoria Melhor Álbum de World Music, por seu trabalho Brasileiro. O artista brasileiro foi nomeado outra vez com o grupo Sérgio Mendes & Brasil '66, na categoria Melhor Performance Pop por uma Dupla ou Grupo, em 1968.
A música brasileira de Capoeira também já foi reconhecida com a indicação de Capoeira Angola 2 — Brincando na Roda, do Mestre Moraes, ao Melhor Álbum de World Music nos prêmios Grammy de 2004.
Céu foi indicada no Grammy Awards de 2008 à categoria Melhor Álbum de World Music, com seu primeiro disco CéU (2005).
Na edição do ano de 2017, o guitarrista carioca Kiko Loureiro - ex-integrante da banda Megadeth - ganhou o prêmio na categoria de "Melhor Performance de Metal" com a música "Dystopia", do álbum homônimo, lançado em 2016. 
Em 2022, Anitta foi indicada à categoria Artista Revelação, à qual somente quatro artistas brasileiros haviam sido nomeados: Astrud Gilberto e Tom Jobim, em 1965, Eumir Deodato, em 1974, e Morris Albert em 1976, e se tornou a segunda mulher brasileira a conquistar esta indicação.

## Lista de Indicados
| Ano  | Categoria                                                | Indicado (a)                                                                                   | Resultado |
| ---- | -------------------------------------------------------- | ---------------------------------------------------------------------------------------------- | --------- |
| 1959 | Melhor Engenharia de Álbum Clássico                      | Laurindo Almeida e Salli Terri - "Duets with the Spanish Guitar" (Engenheiro Sherwood Hall III | Venceu    |
| 1960 | Melhor Performance Instrumental de Solista sem orquestra | Laurindo Almeida - "Danzas (album)"                                                            | Indicado  |
| 1961 | Melhor Performance de Música de Câmara                   | Laurindo Almeida - "Conversations with the Guitar"                                             | Venceu    |
| 1961 | Melhor Performance Instrumental de Solista sem Orquestra | Laurindo Almeida - "The Spanish Guitars of Laurindo"                                           | Venceu    |
| 1965 | Gravação do Ano                                          | Astrud Gilberto - "The Girl from Ipanema"                                                      | Venceu    |
| 1965 | Álbum do Ano                                             | João Gilberto - "Getz/Gilberto"                                                                | Venceu    |
| 1965 | Melhor Performance Masculina Pop                         | João Gilberto - "Getz/Gilberto"                                                                | Indicado  |
| 1965 | Melhor Performance Feminina Pop                          | Astrud Gilberto - The Girl from Ipanema                                                        | Indicada  |
| 1965 | Artista Revelação                                        | Astrud Gilberto                                                                                | Indicada  |
| 1965 | Artista Revelação                                        | Antônio Carlos Jobim                                                                           | Indicado  |
| 1974 | Melhor Performance Pop Instrumental                      | Eumir Deodato - Also Sprach Zarathustra                                                        | Venceu    |
| 1974 | Artista Revelação                                        | Eumir Deodato                                                                                  | Indicado  |
| 1976 | Artista Revelação                                        | Morris Albert                                                                                  | Indicado  |
| 1976 | Música do Ano                                            | Morris Albert - "Feelings"                                                                     | Indicado  |
| 1976 | Melhor Performance Masculina Pop                         | Morris Albert - "Feelings"                                                                     | Indicado  |
| 1981 | Melhor Performance R&B Instrumental                      | Eumir Deodato - "Night Cruiser"                                                                | Indicado  |
| 1985 | Melhor Álbum de Música Mexicana                          | Roberto Carlos - "Cóncavo y Convexo"                                                           | Indicado  |
| 1989 | Melhor Álbum de Pop Latino                               | Roberto Carlos - "Roberto Carlos"                                                              | Venceu    |
| 1993 | Melhor Álbum de Música do Mundo                          | Sérgio Mendes - "Brasileiro"                                                                   | Venceu    |
| 1995 | Melhor Álbum de Música do Mundo                          | Milton Nascimento - "Angelus (álbum)"                                                          | Indicado  |
| 1996 | Melhor Álbum de Jazz Latino                              | Antônio Carlos Jobim - "Antonio Brasileiro"                                                    | Venceu    |
| 1998 | Melhor Álbum de Música do Mundo                          | Milton Nascimento - "Nascimento"                                                               | Venceu    |
| 1999 | Melhor Álbum de Música do Mundo                          | Gilberto Gil - "Quanta Gente Veio Ver"                                                         | Venceu    |
| 2000 | Melhor Álbum de Música do Mundo                          | Caetano Veloso - "Livro"                                                                       | Venceu    |
| 2001 | Melhor Álbum de Música do Mundo                          | João Gilberto - "João Voz e Violão"                                                            | Venceu    |
| 2004 | Melhor Álbum de Música do Mundo                          | Mestre Moraes - “Capoeira Angola 2 — Brincando na Roda”                                        | Indicado  |
| 2006 | Melhor Álbum Contemporâneo de Música do Mundo            | Gilberto Gil - "Eletracústico"                                                                 | Venceu    |
| 2008 | Melhor Álbum Contemporâneo de Música do Mundo            | Céu (cantora) - "CéU"                                                                          | Indicado  |
| 2016 | Melhor Álbum de Jazz Latino                              | Eliane Elias - "Made in Brazil"                                                                | Venceu    |
| 2020 | Melhor Arranjo Instrumental com Acompanhamento de Voz    | Diego Figueiredo e Cyrille Aimée - "Marry Me a Little"                                         | Indicado  |
| 2020 | Melhor Álbum de Jazz Latino                              | Thalma de Freitas, Chico Pinheiro e Duduka da Fonseca - "Sorte!"                               | Indicado  |
| 2020 | Melhor Álbum de Jazz Latino                              | Chico Pinheiro - "City of Dreams"                                                              | Indicado  |
| 2022 | Melhor Álbum de Jazz Latino                              | Eliane Elias - "Mirror Mirror"                                                                 | Venceu    |
| 2023 | Melhor Álbum de Pop Latino                               | Boca Livre – Pasieros                                                                          | Venceu    |
| 2023 | Melhor Álbum de Jazz Latino                              | Flora Purim - If You Will                                                                      | Indicado  |
| 2023 | Artista Revelação                                        | Anitta                                                                                         | Indicado  |
| 2024 | Melhor Álbum de Jazz Latino                              | Eliane Elias - Quietude                                                                        | Indicado  |
| 2024 | Melhor Álbum de Jazz Latino                              | Ivan Lins - My Heart Speaks                                                                    | Indicado  |
| 2024 | Melhor Álbum de Jazz Latino                              | Luciana Souza e Trio Corrente -Cometa                                                          | Indicado  |
| 2025 | Melhor Álbum de Jazz Latino                              | Eliane Elias - Time and Again                                                                  | Indicado  |
| 2025 | Melhor Álbum de Jazz Latino                              | Hamilton de Holanda - COLLAB                                                                   | Indicado  |
| 2025 | Melhor Álbum de Jazz Vocal                               | Milton Nascimento - Milton + esperanza                                                         | Indicado  |
| 2025 | Melhor Álbum de Pop Latino                               | Anitta - Funk Generation                                                                       | Indicado  |

## Prêmios Honorários
| Ano  | Recipiente         | Categoria                  | Trabalho                      | Resultado | Ref.   |
| ---- | ------------------ | -------------------------- | ----------------------------- | --------- | ------ |
| 1984 | Bidu Sayão         | Hall da Fama Internacional | "Bachianas Brasileiras n.º 5" | Venceu    | [ 35 ] |
| 1984 | Heitor Villa-Lobos | Hall da Fama Internacional | "Bachianas Brasileiras n.º 5" | Venceu    | [ 35 ] |